# Grace Elliott
Grace Dalrymple Elliott (Edimburgo, 1754 – Ville-d'Avray, 1823) foi uma cortesã inglesa que residiu na França durante os eventos da Revolução Francesa, dos quais foi testemunha ocular. Foi amante de Luís Filipe II, Duque d'Orleães ("Filipe Igualdade"), que era primo do rei Luís XVI. Elliott foi detida com a queda deste; estava na prisão esperando a execução na guilhotina, mas foi libertada após a morte de Robespierre. Escreveu sua autobiografia, narrando as experiências no período, intitulada "Ma Vie Sous La Révolution" publicada postumamente, em 1859.